# Transsaharahandel

handelsroutes door de westelijke Sahara tussen 1000 en 1500
gebieden in het zuiden waar goud werd gevonden

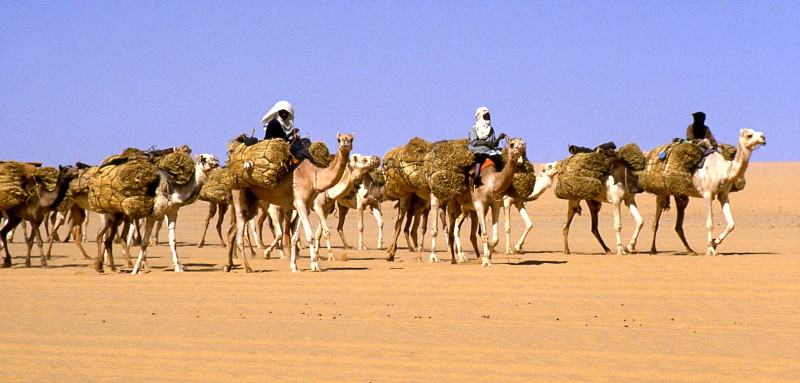
Zoutkaravaan zoals die tegenwoordig nog steeds in gebruik is.

De transsaharahandel was een netwerk van handelskaravanen die de noordkust van Afrika, Egypte en de Sahel met elkaar verbonden. Hiermee was het de schakel voor de handel tussen de gebieden rond de Niger in het zuiden van West-Afrika en Europa. In het oosten sloot het aan op de zijderoute. Het hoogtepunt van de handel lag tussen de 8e en de 17e eeuw. Deze werd gedomineerd door de Toeareg en zorgde tevens voor een culturele uitwisseling. De islam heeft zich via dit handelsnetwerk verspreid over West-Afrika. Met een goede planning konden de karavanen, die vaak uit meer dan duizend kamelen bestonden, van oase naar oase reizen en op die manier grote afstanden door de woestijn afleggen. Dit waren gevaarlijke ondernemingen, zowel door de droogte als doordat karavanen overvallen konden worden maar de opbrengst was doorgaans hoog genoeg om de risico's te trotseren. De transsaharahandel speelde een belangrijke rol in de Arabische slavenhandel.

## Geschiedenis
Wanneer de handel precies op gang kwam is niet duidelijk. Waarschijnlijk werd deze in gang gezet door de Garamanten, een aan de Toeareg verwant volk dat in het zuidwesten van het huidige Libië leefde. Zij maakten gebruik van paard en wagen en konden zo goederen vervoeren. De Sahara had toen nog een gunstiger klimaat. De Garamanten stichtten een handelsroute die de havensteden Carthago en Tripoli via Ghadames, Murzuk en Bilma met de regio rond het Tsjaadmeer verbond. De belangrijkste handelswaren waren Afrikaanse slaven en exotische dieren voor de Romeinse circusgevechten, ivoor en goud.
In de 4e eeuw werd de kameel geïntroduceerd in de handelsroutes. Deze bleken ideale lastdieren omdat ze lange tijd zonder voedsel en water konden overleven. Rond de 8e eeuw kwam de handel echt op gang. In de Sahel was het koninkrijk Ghana een belangrijke speler geworden waar veel vraag was naar luxegoederen uit Europa, zoals paarden, textiel en wapens. In ruil hiervoor werden slaven, goud, ivoor en zout geleverd. Daarnaast leverde de noordkust dadels en Midden-Afrika koper. Het koninkrijk Ghana werd later opgevolgd door het grotere koninkrijk Mali en daarna door het Songhairijk wat een groot deel van het stroomgebied van de Niger omvatte. Ook de Hausastaten en Bornu werden belangrijke spelers. Het Songhairijk dreef op haar beurt weer handel met de Ashanti. Dit leidde tot een uitgebreid netwerk van karavaanroutes waarmee grote delen van West-Afrika met elkaar verbonden werden. Belangrijke handelssteden kwamen daardoor tot bloei zoals Djenné, Gao, Sijilmasa, Ghadames, Ghat, Audoghast, Oualata en vanaf de 12e eeuw Timboektoe. Koning Mansa Moussa startte zijn Hadj naar Mekka door met een karavaan naar Tanger te reizen. Een aantal jaren later zou Ibn Battuta vanuit Marokko naar Mali reizen.
Na middeleeuwen raakte de handel op haar retour. Dit werd in de eerste plaats veroorzaakt door de Portugese ontdekkingsreizen waardoor handel tussen Europa en West-Afrika steeds meer over zee ging. Tegen het einde van de 16e eeuw brak een oorlog uit tussen Marokko en het Songhairijk waarbij de handel min of meer de genadeklap kreeg. Tegenwoordig zijn er nog steeds zoutkaravanen in de Sahara.